# Demonax cumulosus
Demonax cumulosus là một loài bọ cánh cứng trong họ Cerambycidae.